# Microzada
Microzada is een geslacht van vlinders van de familie visstaartjes (Nolidae).

## Soorten
- M. amabilis (Saalmüller, 1891)
- M. anaemica Hampson, 1912
- M. similis Berio, 1956
- M. subrosea A.E. Prout, 1927
- M. vaovao Viette, 1988